# خلية سيرتولي
خلية سيرتولي (بالإنجليزية: Sertoli cell)‏ هي خلية موجودة في الخصية. وعملها يتأثر بالهرمون المنبه للجريب (FSH).

## الوظائف
إن عملها الرئيسي هو تغذية خلايا النطاف المتطورة عبر مراحل التطور المنوي للنطاف، فإن خلايا سيرتولي تدعى أيضا بالخلايا الأم أو الحاضنة(fghh). خلايا سيرتولي تعمل أيضا كخلايا بلعمية، مستهلكة السايتوبلازما (الهيولى) المتبقية خلال عملية تكوين النطاف، نقل الخلايا الجرثومية من قاعدة الأنابيب المنوية إلى تجويف الأنابيب المنوية يحدث بواسطة تغيرات تشكيلية في الأطراف الهامشية الجانبية لخلايا سيرتولي.

### إفرازاتها
إن خلايا سيرتولي تفرز المواد التالية:
- مضاد هرمون AMH الذي يفرز خلال المراحل المبكرة من الحياة في الجنين.
- الإنهبتين والأكتيفين اللذان يفرزان بعد البلوغ الجنسي ويعملان معا لتنظيم إفراز هرمون الـFSH
- البروتين المرتبط بالأندروجين والذي يدعى أيضا بالغلوبيولين المرتبط بالتستوستيرون: يزيد من تركيز التستوستيرون في الأنابيب المنوية ليحرض بذلك عملية إنتاج النطاف.
- الاستراديول أو الاروماتيز من خلايا سيرتولي يحول هرمون التستوستيرون إلى (17 بيتا استراديول) لتوجيه عملية إنتاج النطاف.
- خط الخلية الغروية المستمدة من عامل التغذية العصبية (GDNF) وقد تبين أنها تعمل في تعزيز أمهات المني غير المتمايزة، والتي تضمن الخلايا الجذعية الذاتية التجدد خلال فترة ما حول الولادة.

الجزيء المرتبط بالـEts (عامل النسخ ERM) واللازم لأجل الحفاظ على خلايا إنتاج النطاف الجذعية في الخصى البالغة. 
- الترانسفيرين وهو بروتين بلازما الدم المسؤول عن نقل أيونات الحديد.[3]

## صور إضافية

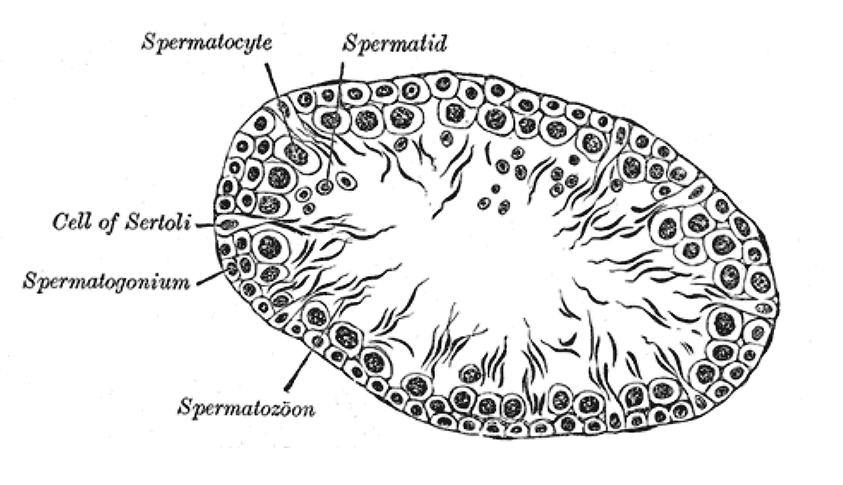
مقطع عرضي من نبيب لخصية جرذ بتكبير 250.